# Gabriel Rodich
Gabriel svobodný pán Rodich (německy Gabriel Joseph Freiherr von Rodich, srbsky Gavrilo/Gavro Rodić) (13. prosince 1812 Vrginmost – 21. května 1890 Vídeň) byl rakousko-uherský generál srbského původu. V c. k. armádě sloužil od roku 1826, vyznamenal se v několika válečných taženích a ve druhé polovině 19. století byl velitelem vyšších jednotek na různých místech monarchie. Svou kariéru završil jako dlouholetý místodržitel v Dalmácii (1870–1881), v roce 1873 získal druhou nejvyšší vojenskou hodnost polního zbrojmistra. Za zásluhy na bojištích byl nositelem prestižního Vojenského řádu Marie Terezie, v roce 1860 získal titul barona a v roce 1885 byl jmenován členem Panské sněmovny.

## Biografie

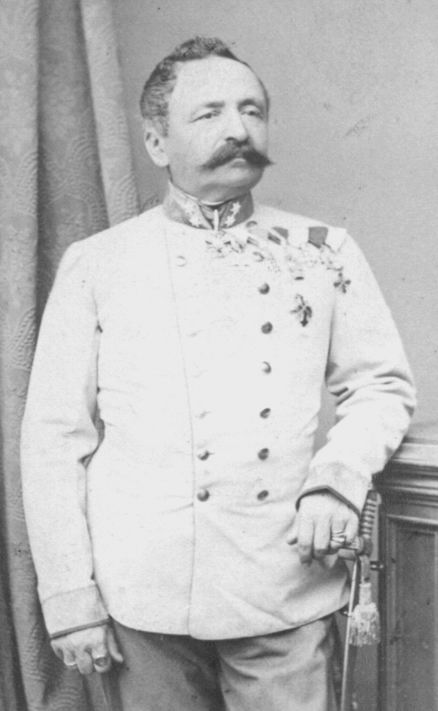
Generál Gabriel von Rodich

Pocházel ze srbské menšiny v Chorvatsku a byl vychován v duchu srbské pravoslavné církve. Byl synem c. k. hejtmana Jovana Rodiće a do armády vstoupil v roce 1826 jako kadet k 54. pěšímu pluku ve Štýrském Hradci. V roce 1834 byl povýšen na poručíka a přešel k hraničářským jednotkám. V roce 1835 se zúčastnil bojů proti Turkům a v roce 1840 získal hodnost nadporučíka. V revolučním roce 1848 se připojil k armádě chorvatského bána Jellačiće a bojoval proti uherským povstalcům. Rychle postupoval v hodnostech (kapitán 1848, major 1848, podplukovník 1849). V roce 1850 byl povýšen na plukovníka a dva roky setrval ve funkci generálního pobočníka chorvatského bána Jelačiće. V roce 1852 byl krátce velitelem 4. pěšího pluku ve Vídni a v letech 1852–1859 byl velitelem 46. pěšího pluku v Segedínu.

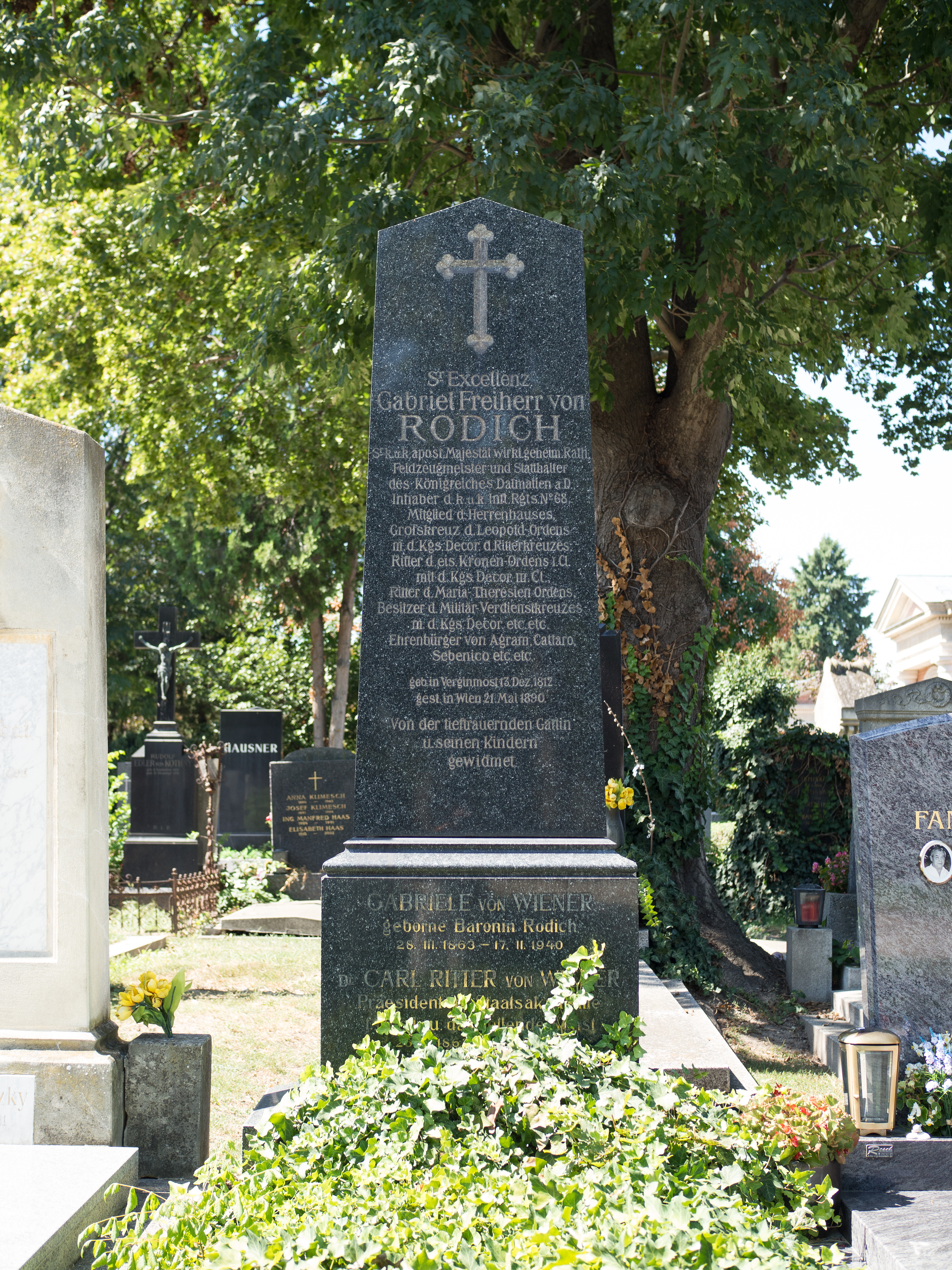
Hrobka Gabriela Rodiche na Ústředním hřbitově ve Vídni

K datu 1. března 1859 byl povýšen do hodnosti generálmajora a stal se velitelem brigády, respektive pevnosti v Dubrovníku (1859–1862). Ve válce se Sardinií řídil obranu pevnosti Kotor a organizoval jednotky dobrovolníků pro boje s Francouzi. V listopadu 1862 byl z Dubrovníku převelen do severní Itálie, byl brigádním velitelem ve Vicenze a Rovigu v rámci 3. armádního sboru. V roce 1865 byl převelen do Uher, kde byl brigádním velitelem v Temešváru. Ve válce s Itálií (1866) byl velitelem 5. armádního sboru a bojoval v bitvě u Custozzy. Dne 25. června 1866 byl povýšen do hodnosti polního podmaršála a v letech 1866–1868 byl velitelem 12. pěší divize a pevnosti v Krakově. V letech 1868–1869 byl zemským velitelem v Sedmihradsku, respektive velitelem 16. pěší divize se sídlem v Sibiu.
V prosinci 1869 byl jmenován velitelem v Zadaru a podílel se na potlačení povstání v Dalmácii, kde byl nakonec díky popularitě u místního obyvatelstva jmenován v září 1870 místodržitelem. V tomto úřadu podporoval kulturní a hospodářský rozvoj regionu, zaváděl také povinnou vojenskou službu. Vystupoval vstřícně ke Slovanům a snažil se hledat kompromisy ve sporech mezi křesťany a muslimy, kvůli tomu byl často kritizován v parlamentech ve Vídni a v Budapešti. K datu 23. dubna 1873 dosáhl hodnosti polního zbrojmistra. Se svými jednotkami se zúčastnil okupace Bosny a Hercegoviny (1878). V této době byl také z iniciativy ruského diplomata Ignaťjeva zvažován na post správce Makedonie jako autonomního území Osmanské říše. Na funkci dalmatského místodržitele rezignoval 12. listopadu 1881, a k datu 1. prosince 1881 byl také penzionován v armádě.
Zemřel ve Vídni 21. května 1890 a byl pohřben na vídeňském Centrálním hřbitově.
V roce 1860 se oženil s Agathou Theodory von Pestjere (1841–1909), dcerou bohatého statkáře v Banátu. Z manželství se narodilo sedm dětí. Ze synů byl nejstarší Georg (1864–1910), který působil v diplomacii a zemřel jako konzul v Alžíru.

## Tituly a ocenění
V roce 1850 byl povýšen do šlechtického stavu s titulem rytíř a v roce 1860 (diplom ze 17. prosince 1860) získal titul svobodného pána. Na svém baronském titulu si velmi zakládal s ohledem na svůj poměrně prostý původ. Během vojenské kariéry získal řadu vyznamenání, v roce 1866 obdržel prestižní Vojenský řád Marie Terezie. Byl také nositelem několika ocenění v zahraničí. Získal čestné občanství v Záhřebu a Kotoru. Od roku 1867 byl čestným majitelem 68. pěšího pluku. Jako zemský velitel v Sedmihradsku obdržel v roce 1869 titul c. k. tajného rady s nárokem na oslovení Excelence. V roce 1885 byl jmenován doživotním členem rakouské Panské sněmovny.

### Rakousko-Uhersko
- Vojenský záslužný kříž s válečnou dekorací (1849)
- rytířský kříž Leopoldova řádu s válečnou dekorací (1849)
- Řád železné koruny III. třídy s válečnou dekorací (1859)
- rytíř Vojenského řádu Marie Terezie (1866)
- Řád železné koruny I. třídy (1871)
- velkokříž Leopoldova řádu (1875)

### Zahraničí
- velkokříž Řádu bílého orla (Rusko)
- Řád svaté Anny II. třídy (Rusko)
- Řád Medžidie I. třídy (Osmanská říše)
- Konstantinův řád svatého Jiří (Království obojí Sicílie)
- Řád knížete Danila I. I. třídy (Černá Hora)